# رايلي مارتن
رايلي مارتن (بالإنجليزية: Riley Martin)‏ هو مقدم برامج إذاعية أمريكي، ولد في 9 مايو 1946 في مسيسيبي في الولايات المتحدة، وتوفي في 22 ديسمبر 2015 في بيت لحم في الولايات المتحدة.

## وصلات خارجية
- الموقع الرسمي